# Scorpiodoras
Scorpiodoras — рід риб з родини Бронякові ряду сомоподібних. Має 2 види.

## Опис
Загальна довжина представників цього роду досягає 16 см. Голова широка, зверху сплощена. Очі невеличкі. Є 3 пари вусиків. Тулуб витягнутий. Уздовж бічної лінії є тоненька смужка з кісткових шипиків. Спинний плавець вузький, високий, з короткою основою, перший промінь є сильним шипом, що формою нагадує хвостовий шип скорпіона. Звідси походить наукова назва цього роду. Грудні плавці помірно широкі з жорстким шипом. Черевні плавці невеличкі. Анальний плавець помірно довгий, високий. Жировий плавець маленький. Хвостовий плавець середнього розміру з сильною виїмкою.
Забарвлення оливкове, коричневе з темними плямами.

## Спосіб життя
Біологія погано вивчена. Полюбляють теплі води. Зустрічаються у повільних течіях річок. Активні переважно у присмерку та вночі. Вдень ховаються біля дна. Живляться дрібною рибою та водними безхребетними.

## Розповсюдження
Мешкають у басейнах річок Амазонка, Оріноко, Ріо-Негро.

## Види
- Scorpiodoras calderonensis
- Scorpiodoras heckelii
- Scorpiodoras liophysus